# Benjamin Ziervogel
Benjamin Ziervogel, avstrijski violinist, * 9. april 1983, Celovec (Avstrija).
Violino je začel igrati pri šestih letih. Z devetimi leti je bil sprejet na Koroški državni konservatorij v Celovcu in leta 2005 zaključil dolgoletni študij pri prof. Brianu Finlaysonu. Nato je študiral na Univerzi za umetnost v Bernu pri prof. Benjaminu Schmidu. Izpopolnjeval se je pri Igorju Ozimu, Jamesu Buswellu, Josephu Kalichsteinu, Isaacu Sternu. Podiplomski študij komorne igre je zaključil leta 2012 v razredu Günterja Pichlerja na Mednarodnem inštitutu komorne glasbe v Madridu. Med letoma 1996 in 2002 je bil član godalnega kvarteta Anima, ki je osvojil številne najvišje nagrade na regionalnih in mednarodnih tekmovanjih. Ziervogel je od leta 2002 prvi violinist godalnega kvarteta Acies, prejemnika mnogih uglednih nagrad (prva nagrada Gradus ad Parnassum, Mozartova nagrada, prva nagrada Musica Juventutis). S to zasedbo je za avstrijsko založbo Gramola posnel več zgoščenk. Kot članu kvarteta mu je bil s strani Avstrijskega nacionalnega radia Avstrije Ö1 leta 2007 podeljen naziv umetnik leta, enak naziv mu je istega leta podelila tudi avstrijska banka Creditanstalt. Za zgoščenko, posneto v sodelovanju s čelistom Davidom Geringasom, je prejel nagrado radia Ö1 in nagrado Supersonic revije Pizzicato iz Luksemburga.
Od leta 2004 je koncertni mojster Simfoničnega orkestra RTV Slovenija, od leta 2013 pa gostujoči koncertni mojster Kitajskega nacionalnega simfoničnega orkestra. Ziervogel deluje kot komorni glasbenik, kot koncertni mojster in solist koncertant, kot tak je nastopil z mnogimi orkestri (Bruckner-Orchester iz Linza, Bernski simfonični orkester, Koroški simfonični orkester in Orkester Dunajske katedrale, Camerata Hamburg, Yamanshi Symphony Orchestra, Pannonn Philharmonic Orchestra, Orchestre de Picardie Amiens, idr.). Tesneje sodeluje še z glasbeniki, kot so Karen Asatrian in Rok Palčič ter Andrej Žust. 
Avstrijska narodna banka mu je za izvajanje posodila več izvrstnih glasbil. Trenutno igra na violino Domenica Montagnane iz leta 1727.